# 小坝镇 (毕节市)
小坝镇，是中华人民共和国贵州省毕节市七星关区下辖的一个乡镇级行政单位。

## 行政区划
小坝镇下辖以下地区：
小坝村、黄泥地村、新场村、西冲村、凤凰村、莺戈岩村、大仲村、刘华村和公鸡山村。